# 黑社會以和為貴
《黑社會以和為貴》（英語：Election 2），是2006年上映的香港黑社會電影，《黑社會》的續集。杜琪峯執導，任達華、古天樂、張家輝、林家棟、林雪、張兆輝領銜主演。影片以香港黑社會競選辦事人為主題。
電影首演於2006年4月4日第30屆香港國際電影節，於2006年4月27日在香港公映。與上集不同，此片未被批准在中国大陆上映。此片獲2006年度香港電影評論學會大獎最佳電影獎。於2007年4月25日在美国上映，由美國發行商Tartan Films發行。

## 劇情
樂少（任達華飾）擔任和聯勝「辦事人」（社团龍頭大哥）已近兩年，任期即將結束，按規矩到期不得連任，必須改選。但是樂少不想放棄手中權力，而年輕一代也都蠢蠢欲動，東莞仔（林家棟飾）和飛機（張家輝飾）都認為自己對社團的貢獻最大，最有資格當上新一屆的辦事人。
Jimmy仔（古天樂飾）當初加入黑社會只為了不受欺負，一心只想賺錢發財，只出錢不出力避免惹禍上身，更與欽點他成為下一屆幫會龍頭大哥的鄧伯（王天林飾）鬧翻，不願競選新辦事人。他與富商郭先生到廣東開發物流中心，計劃一切順利。但是就在此時，他和師爺蘇（張兆輝飾）被埋伏好的公安抓獲，省公安廳的石副廳長（尤勇飾）聲明可以回中國大陆觀光旅遊，但不許做生意。Jimmy仔聽了十分不滿，說為什麼「新記」的許生可以在大陸做生意。石副廳長回答「他是「新記」的办事人，同时他也是愛國的。」Jimmy仔氣憤的說，「我也可以谈，我也可以愛國！是不是選上辦事人，什么都可以。」石副廳長默認這個答案並回应「你想清楚。」就釋放Jimmy仔與師爺蘇。
樂少希望說服老一輩支持其連任，叔父串爆（譚炳文飾）提醒他，如果Jimmy仔不參加競選就沒有問題，否則很難擺平此事。為了實現他的物流中心計劃賺大錢，Jimmy仔回港後改變主意要競選辦事人，終與樂少反目，兩人展開明爭暗鬥。

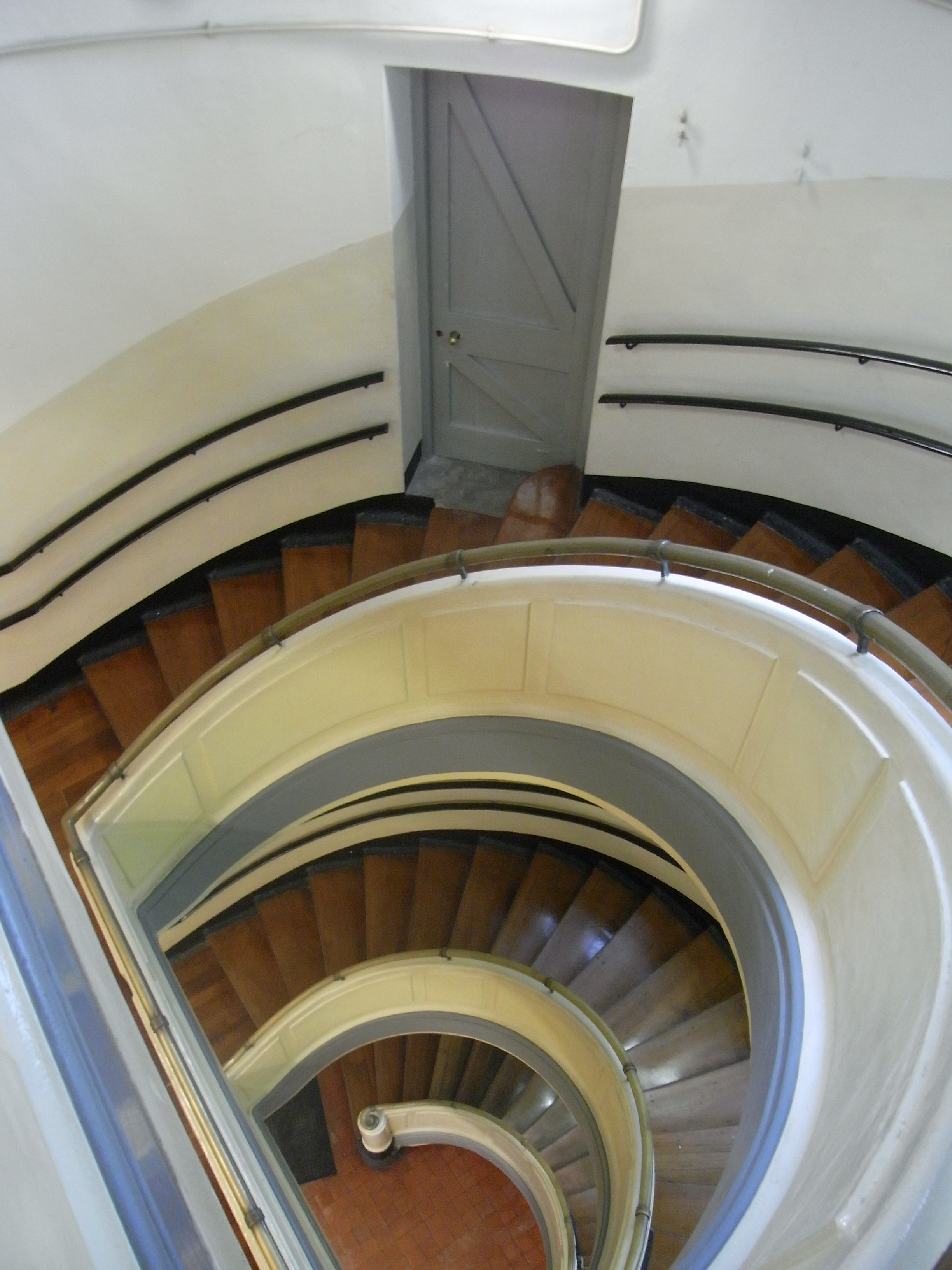
鄧伯遭害的梯級，場景位於西營盤西區社區中心

樂少假意支持飛機當辦事人，讓他去殺Jimmy仔，又說服了東莞仔與其連手，綁架Jimmy仔的金主郭先生，以威脅他放棄競選。他又尋求鄧伯支持，鄧伯反而告誡他不要留戀權位，更直言自己支持Jimmy仔。樂少不聽其勸告，更將鄧伯推下樓梯摔死。
Jimmy仔聘請了職業殺手阿武（鄭浩南飾）為幫手。為達目的，此時的Jimmy仔也變得不擇手段，他首先狠心處理掉了自己的好朋友阿力（安志杰飾），不管他是否真的是警方臥底，讓眾叔父們無話可說；又輕鬆化解了飛機的行刺企圖。隨後他採用連殺手阿武都受不了的殘忍手段，殺死並肢解了一名對樂少忠心耿耿的手下，進而脅迫其餘三名手下為他做事。
Jimmy仔和阿武設計了一個計劃，救出了被關在棺材鋪裡的郭先生。但是阿武在行動中被東莞仔殺死，東莞仔因此畏罪潛逃。隨後樂少也被叛變的手下在車中用鐵鎚打死。Jimmy仔以唯一的候選人身份毫無懸念的當選新一屆辦事人。
當上了辦事人的Jimmy仔順利的得到了開發物流中心的用地和種種優惠政策，但是石副廳長又提出一個新的要求，要Jimmy仔取消兩年一次的競選制度，由他永遠連任下去，甚至要求改為世襲制，也由他的子孫繼承此位，因為由Jimmy仔當辦事人「有利於香港的安定繁榮」，Jimmy仔聽完後怒揍石副廳長一拳並失落的跌坐在地，因為Jimmy知道自己徹底被中國官方的控制而身不由己，栽培子女成為醫生或律師遠離黑社會的想法也徹底破滅。最後Jimmy仔把代表辦事人的信物龍頭棍，放進鄧伯的棺柩之中一起下葬，代表和聯勝的老大自此之後不再需要龍頭棍表彰身分，因為只有Jimmy家族才是老大。

## 主題
- 借黑社會電影影射政治。
- 電影副題「黑社會都有愛國的」，出自中國公安部長陶驷驹於1992年在北京被多家香港電視台記者圍訪，說「我發現有不少僑團組織，他也可以說有一種社團性質，或者有些人的思維，把他們看成黑社會，其實我看他們也很愛國。」[1][2]，後來這一段發言被廣泛縮短引用為「黑社會也有愛國的」。此言一出，被視為北京向香港黑幫統戰和招安，要他們確保1997年香港順利回歸。[2]

## 演員
| 演員   | 角色                 | 角色簡介 |
| ------ | -------------------- | --- |
| 任達華 | 林懷樂（樂少）       | 「和聯勝」現任辦事人，野心勃勃希望永遠當辦事人，不惜違反社團規矩，也要連任辦事人之職                                 |
| 古天樂 | 李家源（Jimmy仔）    | 樂少契仔，大企業家，幫派的資金大多由其貢獻 為了可以在中國大陆做生意，與樂少競爭辦事人之位                            |
| 張家輝 | 飛機                 | 樂少契仔，社團殺手，為樂少鏟除敵人                                                                                   |
| 林家棟 | 東莞仔               | 樂少契仔，與樂少競爭辦事人之位                                                                                       |
| 林雪   | 大頭                 | 樂少契仔，跟隨東莞仔搵食                                                                                             |
| 張兆輝 | 師爺蘇               | 樂少契仔，隨後效忠Jimmy仔，支持Jimmy仔為下屆辦事人                                                                   |
| 王天林 | 鄧伯                 | 眾叔父輩之首，推崇錢多又聰明的Jimmy為下屆辦事人                                                                      |
| 鄭浩南 | 阿武                 | 「冧把」旗下僱傭兵，受僱於Jimmy仔 身手矯健但視財如命，每殺一個人或辦一件事都會向Jimmy要求大量報酬                    |
| 譚炳文 | 串爆                 | 叔父輩，支持樂少連任                                                                                                 |
| 張志平 | 衰狗                 | 叔父輩，支持樂少連任                                                                                                 |
| 唐培中 | 冷佬                 | 叔父輩，支持樂少連任                                                                                                 |
| 余袁穩 | 龍根                 | 叔父輩，Jimmy仔大佬的大佬，支持Jimmy仔為下屆辦事人                                                                   |
| 徐忠信 | 坦克哥               | 叔父輩，支持Jimmy仔為下屆辦事人                                                                                      |
| 羅強   | 大蛇哥               | 叔父輩，支持Jimmy仔為下屆辦事人                                                                                      |
| 陳紹佳 | 堅哥                 | 叔父輩，支持Jimmy仔為下屆辦事人                                                                                      |
| 潘月彤 | 李家源太太           | |
| 安志杰 | 鄭志力（阿力）       | Jimmy仔手下 |
| 尤勇   | 「黑骨仁」／石副廳長 | 香港洪門禾字頭派系之開山祖師，隸屬中國洪門「天寶山碧血堂」，師職「紅旗五哥」，於片頭口述香港幫派起源／省公安廳副廳長 |
| 張武孝 | 許生                 | 在中國大陆發展的商人，實為「新記」辦事人，在自己的餐館裡獻唱                                                         |
| 元彬   | 香主                 | |
| 莫醒麟 | 郭生                 | 香港富商，與Jimmy仔合作北上發展物流，提供資金                                                                        |
| 李日昇 | 林致遠（Denny）      | 林懷樂兒子 |
| 黃思恩 | 阿澤                 | 樂少手下親信 |
| 趙志誠 | 長毛                 | 大D生前手下親信，大D死後說樂少殺死大D，後來被聽命於樂少的飛機殺死                                                    |
| 羅靖庭 | Jimmy仔司機          | |
| 張榮祥 | 樂少手下保鑣         | 有一頭長金髮 |
| 周建軍 | 何科長               | 中國經貿部科長 |
| 李發源 | 樂少手下保鑣         | |
| 陳桂芬 | 中學教師             | |
| 樊文杰 | 樂少手下保鑣         | |
| 凌振幫 | 樂少手下保鑣         | |

## 上映
- 首映日期：2006年4月4日，19:30，香港文化中心大劇院KG。
- 香港正式上映日期：2006年4月27日，院線：總統戲院、UA院線等。
- 美國正式上映日期：2007年4月25日，由美國發行商Tartan Films（英语：Tartan Films）發行。
- 2006年5月影片受邀參加第59屆康城影展。

## 獎項及提名
| 頒獎典禮                       | 獎項         | 名單                | 結果 |
| ------------------------------ | ------------ | ------------------- | ---- |
| 第11屆香港電影金紫荊獎         | 最佳編劇     | 游乃海、葉天成      | 提名 |
| 第11屆香港電影金紫荊獎         | 最佳男配角   | 張家輝              | 提名 |
| 第11屆香港電影金紫荊獎         | 最佳新演員   | 潘月彤              | 提名 |
| 第11屆香港電影金紫荊獎         | 最佳電影音樂 | Robert Ellis Geiger | 提名 |
| 第13屆香港電影評論學會大獎     | 最佳電影     | 不適用              | 獲獎 |
| 第13屆香港電影評論學會大獎     | 最佳導演     | 杜琪峯              | 提名 |
| 第13屆香港電影評論學會大獎     | 最佳編劇     | 游乃海、葉天成      | 提名 |
| 2006年度香港電影編劇家協會大奬 | 年度推薦劇本 | 游乃海、葉天成      | 獲獎 |
| 第26屆香港電影金像獎           | 最佳電影     | 不適用              | 提名 |
| 第26屆香港電影金像獎           | 最佳導演     | 杜琪峯              | 提名 |
| 第26屆香港電影金像獎           | 最佳編劇     | 游乃海、葉天成      | 提名 |
| 第26屆香港電影金像獎           | 最佳男配角   | 任達華              | 提名 |
| 第26屆香港電影金像獎           | 最佳男配角   | 張家輝              | 提名 |
| 第7屆华语电影传媒大奖          | 最佳電影     | 不適用              | 提名 |
| 第7屆华语电影传媒大奖          | 最佳導演     | 杜琪峯              | 提名 |
| 第7屆华语电影传媒大奖          | 最佳編劇     | 游乃海、葉天成      | 提名 |
| 第12屆香港電影金紫荊獎         | 十大華語片   | 不適用              | 獲獎 |

## 外部連結
- 香港影庫上《黑社會以和為貴》的資料（繁體中文）
- Yahoo奇摩電影上《黑社會以和為貴》的資料（繁體中文）
- 開眼電影網上《黑社會以和為貴》的資料（繁體中文）
- 豆瓣电影上《黑社會以和為貴》的資料 （简体中文）
- 时光网上《黑社會以和為貴》的資料（简体中文）
- 互联网电影数据库（IMDb）上《黑社會以和為貴》的资料（英文）
- AllMovie上《黑社會以和為貴》的资料（英文）
- 爛番茄上《黑社會以和為貴》的資料（英文）